# Hans Enoksen
Hans Enoksen (ur. 7 sierpnia 1956 w Itilleq) – premier Grenlandii w latach 2002–2009.
Członek parlamentu od 1995, pełnił funkcję ministra rybołówstwa, polowania i osadnictwa oraz przewodniczącego partii politycznej Siumut w 2001. Premierem został 14 grudnia 2002. Był zwolennikiem poszerzenia autonomii Grenlandii.